# اضطراب تكاثري مناعي
الاضطرابات التكاثرية المناعية (المعروفة أيضًا باسم «الأمراض التكاثرية المناعية» أو «الأورام التكاثرية المناعية») هي اضطرابات تصيب الجهاز المناعي وتتميز بالتكاثر غير الطبيعي للخلايا الأساسية في الجهاز المناعي، والتي تشمل الخلايا اللمفية البائية والخلايا التائية والخلايا الفاتكة الطبيعية (NK) أو تتسم بالإنتاج المُفرط للكريين المناعي (المعروف أيضًا بالأجسام المضادة).

## الأصناف
تنقسم هذه الاضطرابات إلى ثلاثة أصناف رئيسة، وهي الاضطرابات التكاثرية اللمفية وفرط غاما غلوبولين الدم ووجود البارابروتين في الدم ؛ فالصنف الأول من هذه الاضطرابات خلوي والاثنان الآخران من النوع الخلطي (ويمكن مع ذلك أن يكون الإفراط الخلطي ثانويًا بالنسبة للإفراط الخلوي.)
- تشير الاضطرابات التكاثرية اللمفية (LPD) إلى العديد من الحالات التي يتم فيها إنتاج الخلايا الليمفاوية بكميات مُفرطة. وعادة ما تحدث هذه الاضطرابات لدى من يعانون من نقص في أجهزة المناعة. وتتساوى في بعض الأحيان هذه المجموعة الفرعية على نحو غير صحيح مع «الاضطرابات التكاثرية المناعية».
- الخلطي
  - يتسم فرط غاما غلوبولين الدم بالإفراط في مستويات الكريين في مصل الدم. وهناك خمسة أنواع مختلفة من «فرط غاما غلوبولين الدم» تحدث بسبب الإفراط في الكريين المناعي م (IgM) وقد تحدث بعض الأنواع الأخرى نتيجة لنقص في الأنواع الرئيسة من الكريين المناعي.
  - ويتسم اضطراب وجود البارابروتين في الدم أو الاعتلال الغامائي أُحادي النسيلة بوجود كميات مفرطة من الغاما غلوبين أُحادي النسيلة (المعروف بـ البارابروتين) في الدم.

## وصلات خارجية
- immunoproliferative enteropathy
- Topic Tree